# П'яццаторре
П'яццаторре (італ. Piazzatorre) — муніципалітет в Італії, у регіоні Ломбардія, провінція Бергамо.
П'яццаторре розташовані на відстані близько 510 км на північний захід від Рима, 75 км на північний схід від Мілана, 34 км на північ від Бергамо.
Населення — 417 осіб (2014).

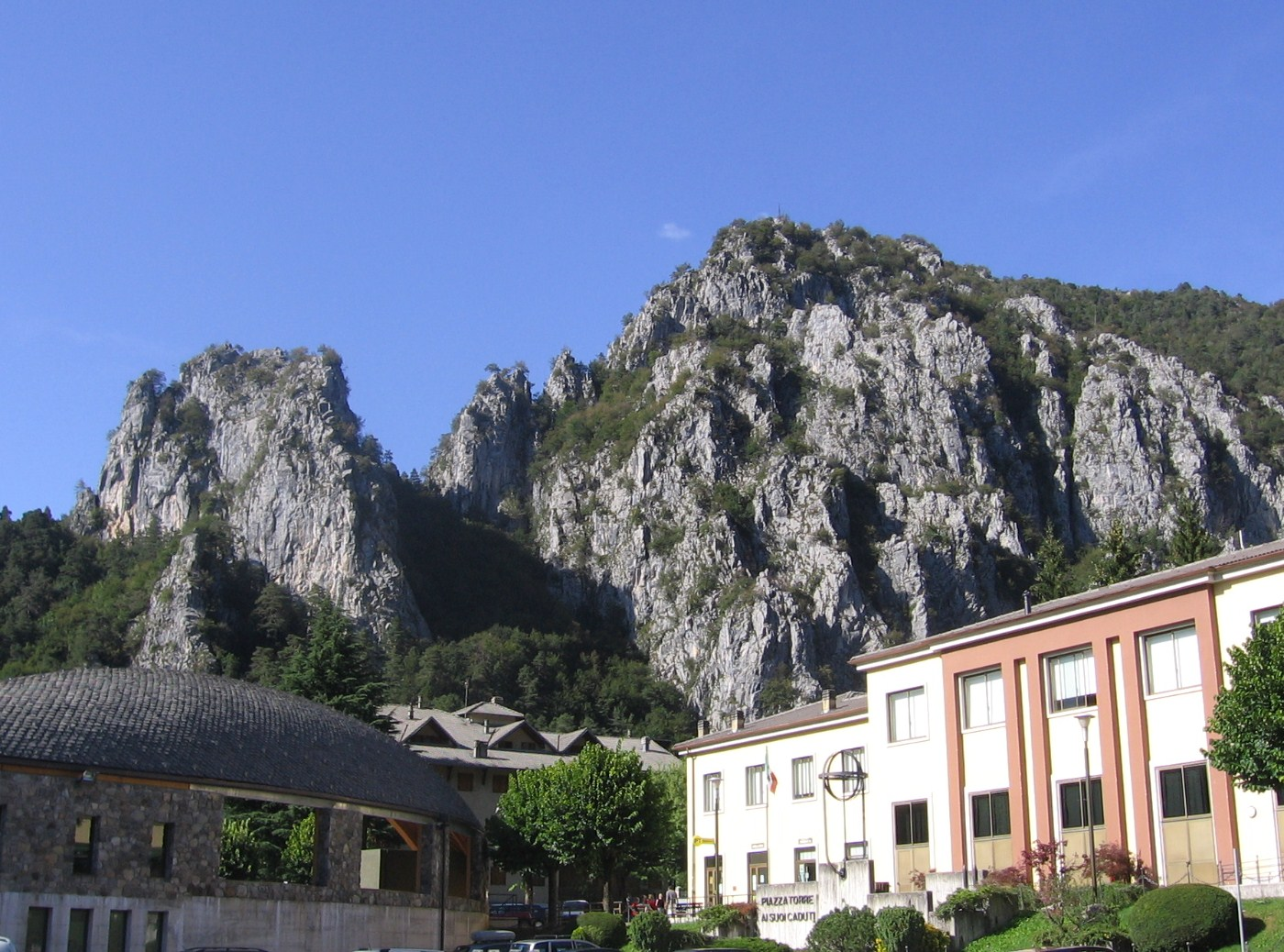

Щорічний фестиваль відбувається 25 липня. Покровитель — San Giacomo Maggiore.

## Демографія
Населення за роками:

Станом на 1 січня 2023 року в муніципалітеті офіційно проживали 4 іноземці з 3 країн, серед них 3 громадяни країн Євросоюзу та 1 громадянин України.

## Сусідні муніципалітети
- Бранці
- Ізола-ді-Фондра
- Меццольдо
- Моїо-де'-Кальві
- Ольмо-аль-Брембо
- П'яццоло
- Валлеве